# Geonoma fiscellaria
Geonoma fiscellaria är en enhjärtbladig växtart som beskrevs av Carl Friedrich Philipp von Martius och Carl Georg Oscar Drude. Geonoma fiscellaria ingår i släktet Geonoma och familjen Arecaceae. Inga underarter finns listade i Catalogue of Life.